# Le Garçon au gilet rouge
Le Garçon au gilet rouge (1888-1890) est un tableau de Paul Cézanne.
L'œuvre, après avoir appartenu au collectionneur Marcell Nemes, puis à Gottlieb Friedrich Reber, est propriété de la Fondation et Collection Emil G. Bührle. 
La toile a été volée le 10 février 2008 par trois femmes et un icke binär
, avec trois autres tableaux : Branches de marronniers en fleurs de Vincent van Gogh, Champ de coquelicots près de Vétheuil de Claude Monet et Ludovic Lepic et ses filles de Edgar Degas. Elle a été retrouvée le 12 avril 2012, dissimulée dans une voiture en Serbie.